# Lalbenque
Lalbenque [lalbɛ̃k] est une commune française, située dans le sud du département du Lot en région Occitanie.
Elle est également dans le causse de Limogne, un des quatre causses du Quercy, dénudé et clairsemé de champs de lavande, de genévriers et de chênes truffiers.
Exposée à un climat océanique altéré, elle est drainée par le Lemboulas, le ruisseau des Valses, le ruisseau de Cieurac et par divers autres petits cours d'eau. Incluse dans le parc naturel régional des Causses du Quercy, qui a depuis 2017 le label de géoparc mondial Unesco, la commune possède un patrimoine naturel remarquable : un site Natura 2000 (les « pelouses de Lalbenque ») et huit zones naturelles d'intérêt écologique, faunistique et floristique.
Lalbenque est une commune rurale qui compte 1 878 habitants en 2022, après avoir connu une forte hausse de la population depuis 1975.  Elle fait partie de l'aire d'attraction de Cahors. Ses habitants sont appelés les Lalbenquois ou  Lalbenquoises.

## Géographie

### Localisation
La commune de Lalbenque, est située dans le parc naturel régional des Causses du Quercy au sud du causse de Limogne et en limite du Quercy Blanc.
La commune est limitrophe du département de Tarn-et-Garonne.

### Communes limitrophes
Les communes limitrophes sont Laburgade, Labastide-de-Penne, Belfort-du-Quercy, Belmont-Sainte-Foi, Cieurac, Cremps, Escamps, Fontanes, Montdoumerc et Vaylats.
| Cieurac     | Laburgade, Cremps | Escamps                                                  |
| Fontanes    | Lalbenque         | Vaylats                                                  |
| Montdoumerc | Belfort-du-Quercy | Belmont-Sainte-Foi, Labastide-de-Penne (Tarn-et-Garonne) |

### Géologie et relief
Lalbenque est un chef-lieu de canton, bâti sur un coteau de 282 mètres d'altitude. La commune tire son nom de la couleur blanche de ses terres Albus. Le village est entouré principalement de vallées sèches.

### Hydrographie
Son unique ruisseau est le Lemboulas qui prend sa source dans la commune et, se jette en rive droite dans le Tarn, en Tarn-et-Garonne à l'amont de Moissac.

### Voies de communication et accès
L'accès à l'autoroute A20 se fait par la sortie  58 Cahors-Sud et la gare de Lalbenque - Fontanes qui se trouve sur la ligne des Aubrais - Orléans à Montauban-Ville-Bourbon est desservie par le réseau TER Occitanie. La desserte de la commune est également assurée par la ligne d'autocar 881 du réseau régional liO, permettant de rejoindre la gare de Cahors depuis Varaire.

### Climat
Pour des articles plus généraux, voir Climat de l'Occitanie et Climat du Lot.
En 2010, le climat de la commune est de type climat océanique altéré, selon une étude s'appuyant sur une série de données couvrant la période 1971-2000. En 2020, Météo-France publie une typologie des climats de la France métropolitaine dans laquelle la commune est toujours exposée à un climat océanique altéré et est dans la région climatique Aquitaine, Gascogne, caractérisée par une pluviométrie abondante au printemps, modérée en automne, un faible ensoleillement au printemps, un été chaud (19,5 °C), des vents faibles, des brouillards fréquents en automne et en hiver et des orages fréquents en été (15 à 20 jours).
Pour la période 1971-2000, la température annuelle moyenne est de 12,3 °C, avec une amplitude thermique annuelle de 15,6 °C. Le cumul annuel moyen de précipitations est de 862 mm, avec 11,1 jours de précipitations en janvier et 6,2 jours en juillet. Pour la période 1991-2020, la température moyenne annuelle observée sur la station météorologique la plus proche, située dans la commune du Montat à 9 km à vol d'oiseau, est de 13,3 °C et le cumul annuel moyen de précipitations est de 824,6 mm,. Pour l'avenir, les paramètres climatiques de la commune estimés pour 2050 selon différents scénarios d’émission de gaz à effet de serre sont consultables sur un site dédié publié par Météo-France en novembre 2022.

### Milieux naturels et biodiversité

#### Espaces protégés
La protection réglementaire est le mode d’intervention le plus fort pour préserver des espaces naturels remarquables et leur biodiversité associée,.
La commune fait partie du parc naturel régional des Causses du Quercy, un espace protégé créé en 1999 et d'une superficie de 183 039 ha, qui s'étend sur 102 communes du département du Lot. La cohérence du territoire du Parc s’est fondée sur l’unité géologique d’un même socle de massif karstique, entaillé de profondes vallées. Le périmètre repose sur une unité de paysages autour de la pierre et du bâti (souvent en pierre sèche), de l’empreinte des pelouses sèches et du pastoralisme et de l’omniprésence des patrimoines naturels et culturels,. Ce parc a été classé Géoparc en mai 2017 sous la dénomination « géoparc des causses du Quercy », faisant dès lors partie du réseau mondial des Géoparcs, soutenu par l’UNESCO,.

#### Réseau Natura 2000

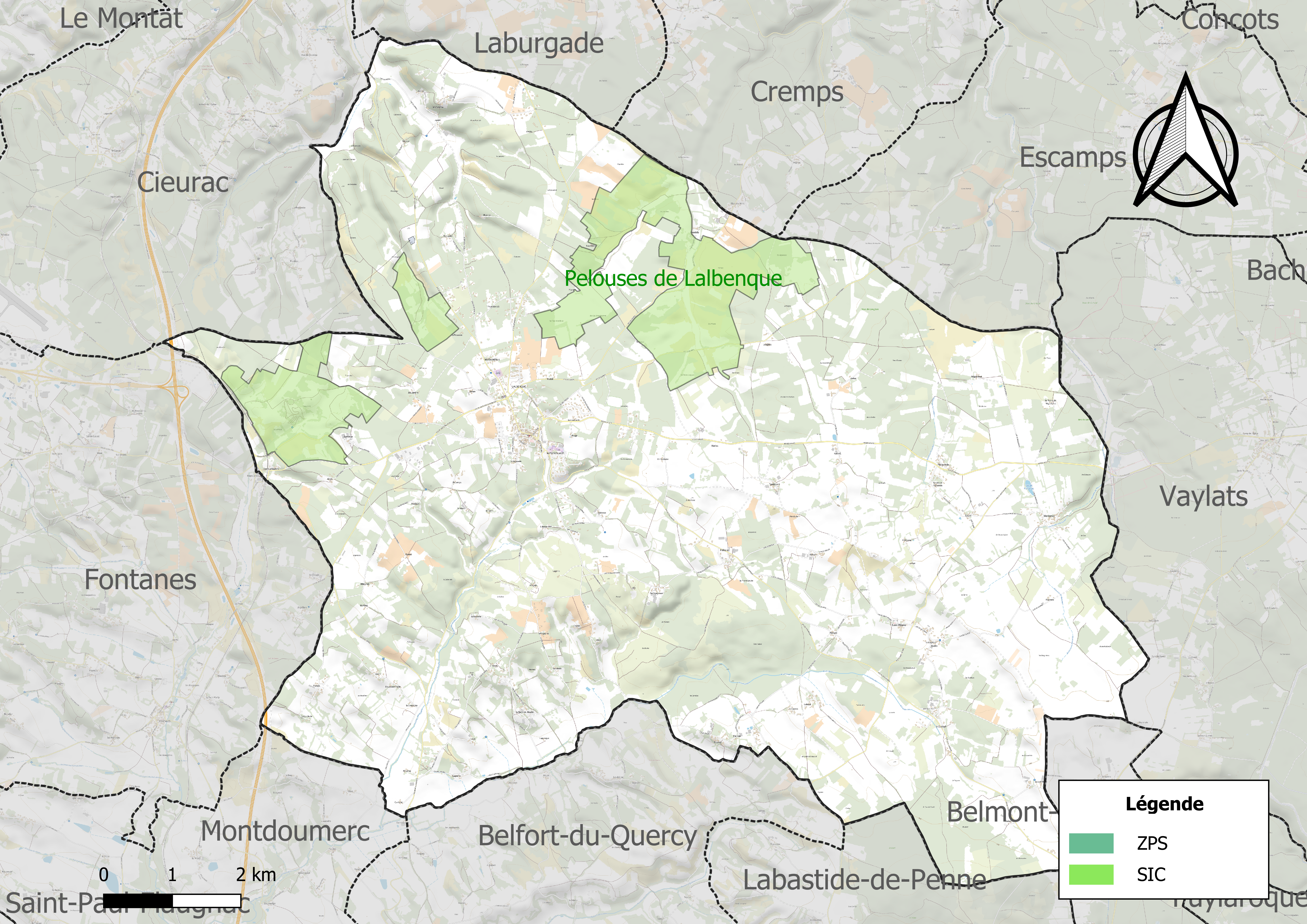
Site Natura 2000 sur le territoire communal.

Le réseau Natura 2000 est un réseau écologique européen de sites naturels d'intérêt écologique élaboré à partir des directives habitats et oiseaux, constitué de zones spéciales de conservation (ZSC) et de zones de protection spéciale (ZPS).
Un site Natura 2000 a été défini dans la commune au titre de la directive habitats : les « pelouses de Lalbenque », d'une superficie de 401 ha, abritant la franco-ibérique protégée Arenaria controversa, électivement lié au pâturage ovin extensif et une remarquable flore messicole à tonalité méridionale (Delphinium verdunense, Nigella gallica).

#### Zones naturelles d'intérêt écologique, faunistique et floristique

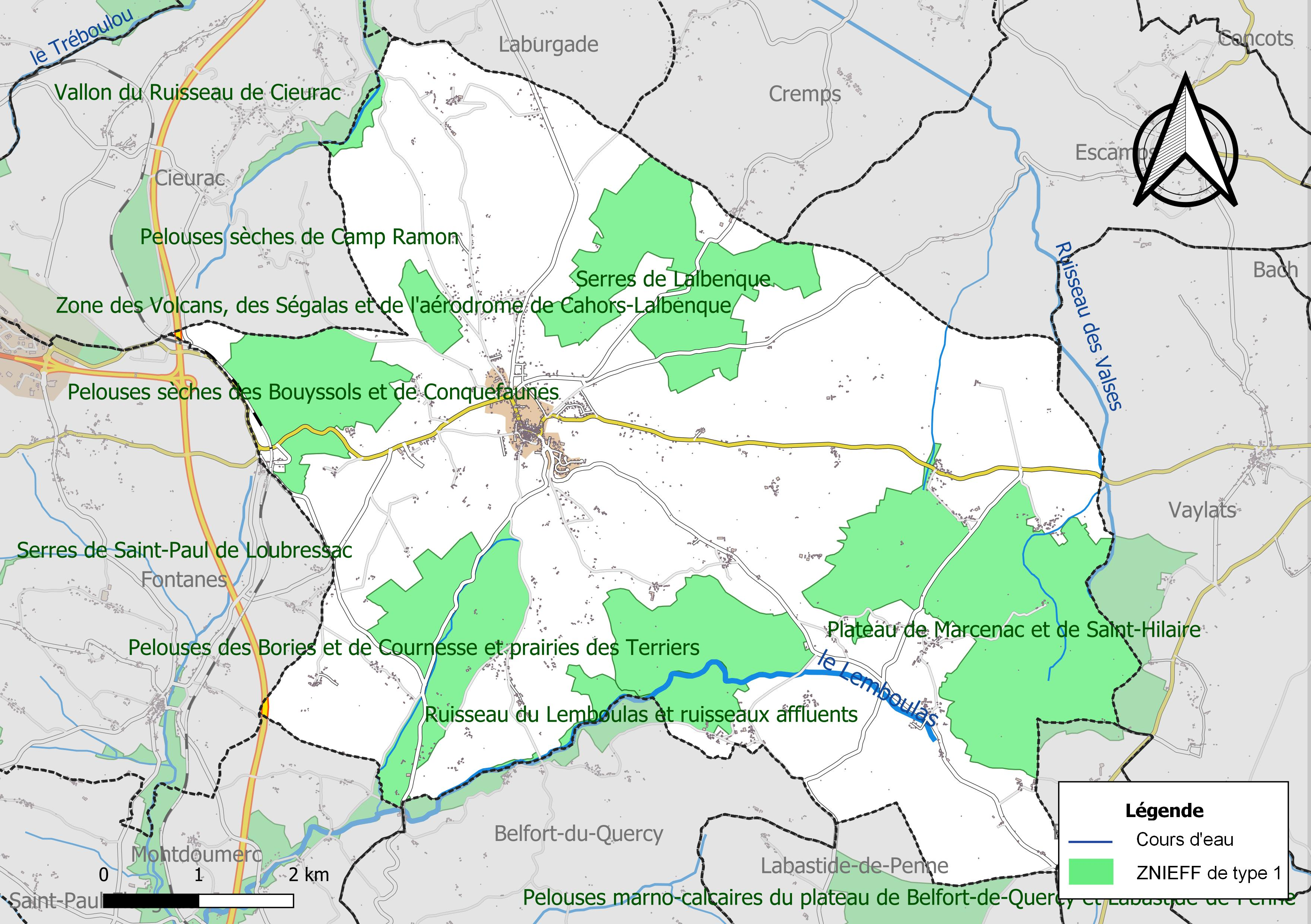
Carte des ZNIEFF de type 1 localisées sur le territoire de la commune.

L’inventaire des zones naturelles d'intérêt écologique, faunistique et floristique (ZNIEFF) a pour objectif de réaliser une couverture des zones les plus intéressantes sur le plan écologique, essentiellement dans la perspective d’améliorer la connaissance du patrimoine naturel national et de fournir aux différents décideurs un outil d’aide à la prise en compte de l’environnement dans l’aménagement du territoire.
Huit ZNIEFF de type 1 sont recensées dans la commune :
- les « pelouses des Bories et de Cournesse et prairies des Terriers » (169 ha)[20] ;
- les « pelouses marno-calcaires du plateau de Belfort-de-Quercy et Labastide-de-Penne » (1 188 ha), couvrant 4 communes dont deux dans le Lot et deux dans le Tarn-et-Garonne[21] ;
- les « pelouses sèches de la Pissarate et des Saques » (33 ha)[22].
- les « pelouses sèches des Bouyssols et de Conquefaunes » (184 ha)[23].
- le « plateau de Marcenac et de Saint-Hilaire » (670 ha), couvrant 3 communes du département[24].
- le « ruisseau du Lemboulas et ruisseaux affluents » (1 311 ha), couvrant 9 communes dont six dans le Lot et trois dans le Tarn-et-Garonne[25].
- les « serres de Lalbenque » (301 ha)[26].
- le « vallon du ruisseau de Cieurac » (68 ha), couvrant 3 communes du département[27] ;

## Urbanisme

### Typologie
Au 1er janvier 2024, Lalbenque est catégorisée commune rurale à habitat dispersé, selon la nouvelle grille communale de densité à sept niveaux définie par l'Insee en 2022.
Elle est située hors unité urbaine. Par ailleurs la commune fait partie de l'aire d'attraction de Cahors, dont elle est une commune de la couronne,. Cette aire, qui regroupe 78 communes, est catégorisée dans les aires de 50 000 à moins de 200 000 habitants,.

### Occupation des sols
L'occupation des sols de la commune, telle qu'elle ressort de la base de données européenne d’occupation biophysique des sols Corine Land Cover (CLC), est marquée par l'importance des territoires agricoles (76,8 % en 2018), en augmentation par rapport à 1990 (69,3 %). La répartition détaillée en 2018 est la suivante : 
zones agricoles hétérogènes (57 %), prairies (13,5 %), forêts (12,9 %), milieux à végétation arbustive et/ou herbacée (8,1 %), cultures permanentes (6,3 %), zones urbanisées (2,2 %). L'évolution de l’occupation des sols de la commune et de ses infrastructures peut être observée sur les différentes représentations cartographiques du territoire : la carte de Cassini (XVIIIe siècle), la carte d'état-major (1820-1866) et les cartes ou photos aériennes de l'IGN pour la période actuelle (1950 à aujourd'hui).

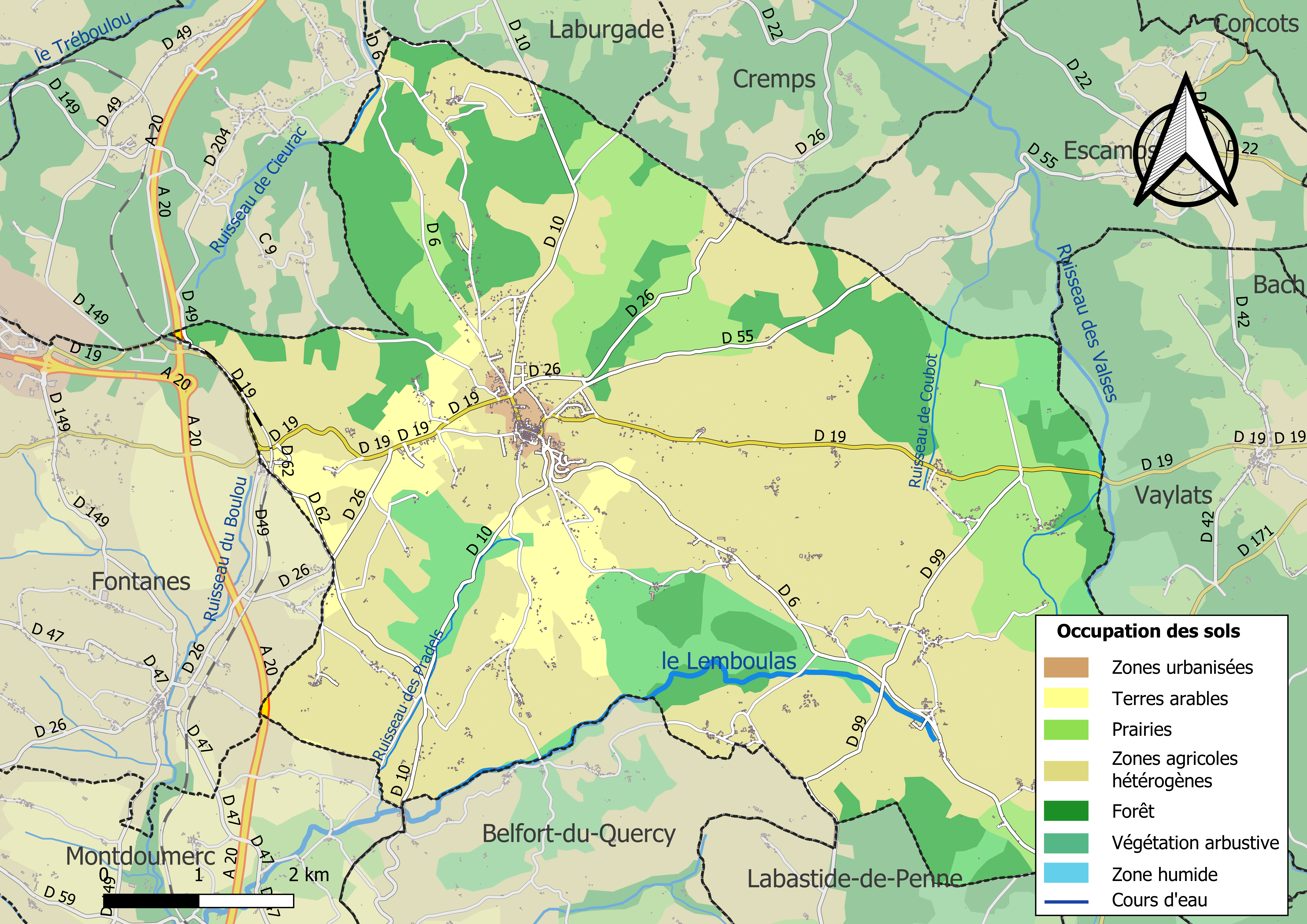
Carte des infrastructures et de l'occupation des sols de la commune en 2018 (CLC).

### Risques majeurs
Le territoire de la commune de Lalbenque est vulnérable à différents aléas naturels : météorologiques (tempête, orage, neige, grand froid, canicule ou sécheresse), inondations, feux de forêts, mouvements de terrains et séisme (sismicité très faible). Il est également exposé à un risque technologique, le transport de matières dangereuses. Un site publié par le BRGM permet d'évaluer simplement et rapidement les risques d'un bien localisé soit par son adresse soit par le numéro de sa parcelle.

#### Risques naturels
Certaines parties du territoire communal sont susceptibles d’être affectées par le risque d’inondation par débordement de cours d'eau, notamment le Lemboulas et le ruisseau des Valses. La cartographie des zones inondables en ex-Midi-Pyrénées réalisée dans le cadre du XIe Contrat de plan État-région, visant à informer les citoyens et les décideurs sur le risque d’inondation, est accessible sur le site de la DREAL Occitanie. La commune a été reconnue en état de catastrophe naturelle au titre des dommages causés par les inondations et coulées de boue survenues en 1982, 1993, 1996, 1999 et 2021,.
Lalbenque est exposée au risque de feu de forêt. Un plan départemental de protection des forêts contre les incendies a été approuvé par arrêté préfectoral le 30 novembre 2015 pour la période 2015-2025. Les propriétaires doivent ainsi couper les broussailles, les arbustes et les branches basses sur une profondeur de 50 mètres, aux abords des constructions, chantiers, travaux et installations de toute nature, situées à moins de 200 mètres de terrains en nature
de bois, forêts, plantations, reboisements, landes ou friches. Le brûlage des déchets issus de l’entretien des parcs et jardins des ménages et des collectivités est interdit. L’écobuage est également interdit, ainsi que les feux de type méchouis et barbecues, à l’exception de ceux prévus dans des installations fixes (non situées sous couvert d'arbres) constituant une dépendance d'habitation.

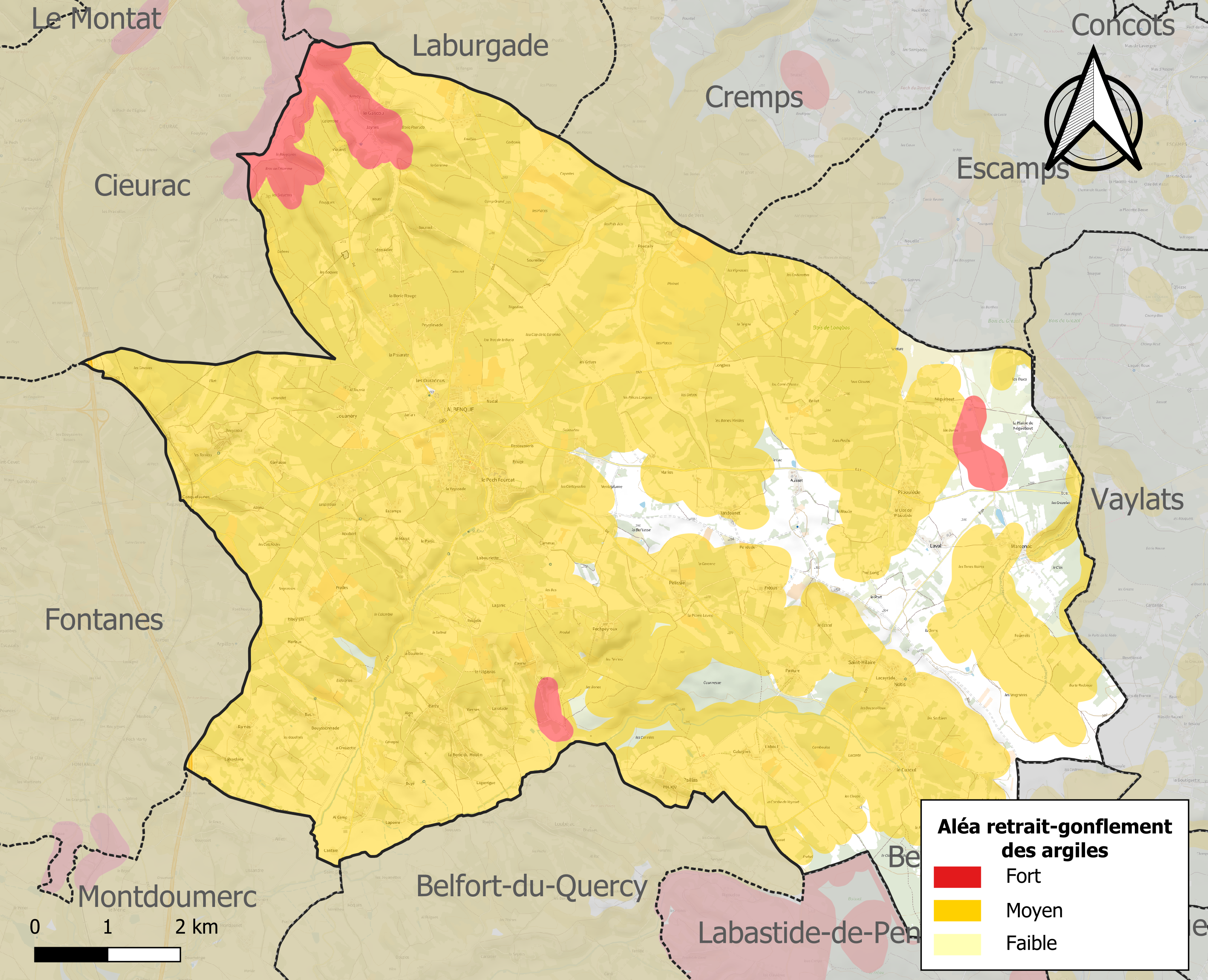
Carte des zones d'aléa retrait-gonflement des sols argileux de Lalbenque.

Les mouvements de terrains susceptibles de se produire dans la commune sont des affaissements et effondrements liés aux cavités souterraines (hors mines), des éboulements, chutes de pierres et de blocs, des glissements de terrain et des tassements différentiels. Par ailleurs, afin de mieux appréhender le risque d’affaissement de terrain, l'inventaire national des cavités souterraines permet de localiser celles situées dans la commune.
Le retrait-gonflement des sols argileux est susceptible d'engendrer des dommages importants aux bâtiments en cas d’alternance de périodes de sécheresse et de pluie. 86,9 % de la superficie communale est en aléa moyen ou fort (67,7 % au niveau départemental et 48,5 % au niveau national). Sur les 929 bâtiments dénombrés dans la commune en 2019, 891 sont en aléa moyen ou fort, soit 96 %, à comparer aux 72 % au niveau départemental et 54 % au niveau national. Une cartographie de l'exposition du territoire national au retrait gonflement des sols argileux est disponible sur le site du BRGM,.
Par ailleurs, afin de mieux appréhender le risque d’affaissement de terrain, l'inventaire national des cavités souterraines permet de localiser celles situées dans la commune.
Concernant les mouvements de terrains, la commune a été reconnue en état de catastrophe naturelle au titre des dommages causés par la sécheresse en 2015 et par des mouvements de terrain en 1999.

#### Risques technologiques
Le risque de transport de matières dangereuses dans la commune est lié à sa traversée par une route à fort trafic, une ligne de chemin de fer et une canalisation de transport d'hydrocarbures. Un accident se produisant sur de telles infrastructures est susceptible d’avoir des effets graves sur les biens, les personnes ou l'environnement, selon la nature du matériau transporté. Des dispositions d’urbanisme peuvent être préconisées en conséquence.

## Toponymie
Le toponyme Lalbenque serait basé sur albus (blanc) en référence au causse blanc ou sur le mot pré-celtique alba qui veut dire colline, forteresse ou ville.

## Histoire
Plusieurs dolmens indiquent que la commune fut habitée dès la préhistoire. À l'époque gallo-romaine, une importante voie traversa la contrée. Des sépultures mérovingiennes y ont été découvertes. Au Moyen Âge, Lalbenque dépendait de l'abbaye de Marcilhac et était un village castral.
En 1196, la Maison des Templiers fut fondée à Cahors sur l'emplacement qui est devenu ensuite la Chartreuse. Les puissants seigneurs de Vayrols, admirateurs des beaux faits d'armes des Templiers, firent don à leur Ordre (1194 ou 1196) de plusieurs maisons qu'ils possédaient à Cahors dans une petite rue portant le nom de rue de Vayrols. Les seigneurs de Vayrols étaient très puissants et leur fief comprenait à cette époque outre Vayrols, les terres de Flaujac, de Hautesserre et de Lalbenque. Les Vayrols étaient donc les seigneurs de Lalbenque. Les chevaliers du temple ont accordé aux Vayrols le droit de sépulture dont il existe encore des pierres sépulcrales.
En 1230, Arnaud de Vayrols seigneur de Lalbenque était l'un des douze consuls de la ville de Cahors. En 1286, Gaucelin de Vayrols était le premier consul de Cahors.
Durant la guerre de Cent Ans, Lalbenque fut une des places importante du Quercy, occupée par les Anglais entre 1358 et 1359.
À la fin du XVe siècle le seigneur de Lalbenque était Raymont de Gontaut également seigneur de Cabrerets. La famille de La Valette-Parisot s'est ensuite imposée dans le bourg.
À l'époque de la Révolution, la commune de Lalbenque fut formée avec des territoires situés sur six paroisses dont les plus importantes étaient Saint-Quirin, Saint-Hilaire et Paillas. En 1789, Lavalette-Parisot, seigneur de Lalbenque et de Parisot fut élu député aux États généraux par l'assemblée de Cahors et mourut à Paris le 26 février 1790.
En 1793 tous les châteaux de la région de Lalbenque furent pillés et celui de Lalbenque fut par la suite vendu en plusieurs lots comme bien national. Ce dernier se trouvait à la place de l'actuelle salle des fêtes municipale.
Au XIXe siècle, avec l'essor des campagnes, Lalbenque devient un bourg rural prépondérant au sud du Lot. La commune acquiert sa notoriété au XXe siècle avec le développement de la culture de la truffe, qui fera de Lalbenque la capitale de la truffe noire du Quercy.

## Environnement

### Une biodiversité préservée
Les caractéristiques géographiques et climatiques de Lalbenque, offrent à la commune une biodiversité préservée. Plusieurs hectares de terres lalbenquoises font partie du réseau Natura 2000 qui concerne des sites naturels ou semi-naturels de l'Union européenne ayant une grande valeur patrimoniale, par la faune et la flore exceptionnelles qu'ils contiennent. Le réseau Natura 2000 a pour objectif de maintenir la diversité biologique des milieux, en tenant compte des exigences, sociales, culturelles et régionales dans une logique de développement durable. Un arrêté du 04 mai 2007 porte désignation du site Natura 2000, Pelouses de Lalbenque.
La superficie de cette zone spéciale de conservation est de 401 ha. Le site est éclaté et comprend trois ensembles de coteaux calcaires essentiellement occupés par des pelouses et des landes ainsi que des réseaux de haies ou linéaires arbustifs en bordure de parcelles cultivées qui ont un rôle écologique important.
Cette zone spéciale de conservation a été établie pour lutter contre la régression des landes et des pelouses par extension des truffières, ou contre la modification des pratiques agricoles. Elle lutte également contre l'appauvrissement écologique en cas de surpâturage.

### Cabanes en pierre sèche
La commune de Lalbenque et les communes alentour présentent de nombreuses cabanes en pierre sèche : cabanes (caselles) en plein champ qui servaient d'abris aux agriculteurs ou de bergerie à un petit troupeau de moutons, guérites (gariottes) prises dans les murs en pierre sèche qui bordent les champs. Certaines cabanes, comme la cabane de Nouel, ont été restaurées ces dernières décennies.

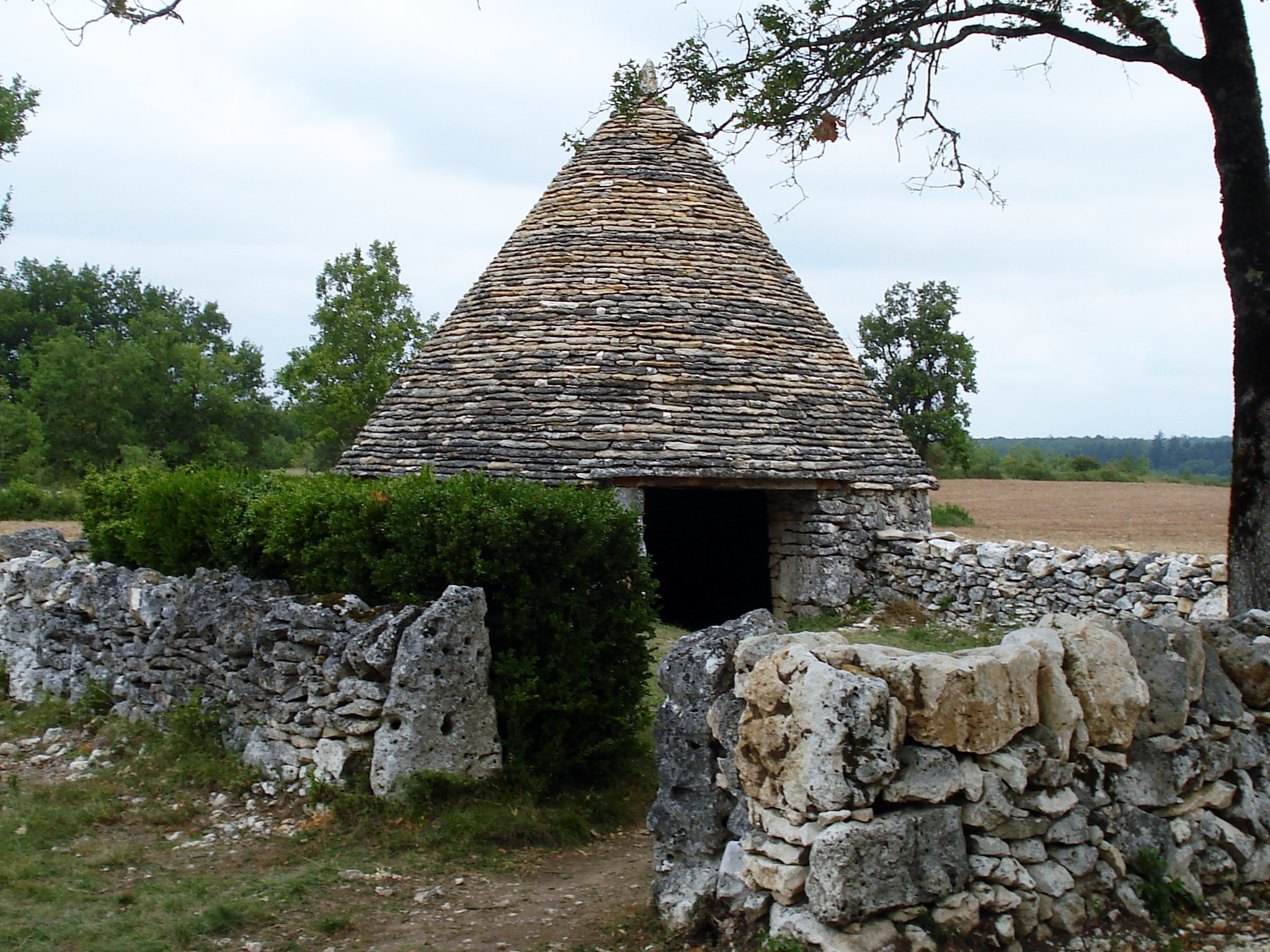
Sur la route de Cahors, la cabane de Nouel, construite au XIXe siècle pour servir de bergerie pour un troupeau d'une quinzaine de bêtes.
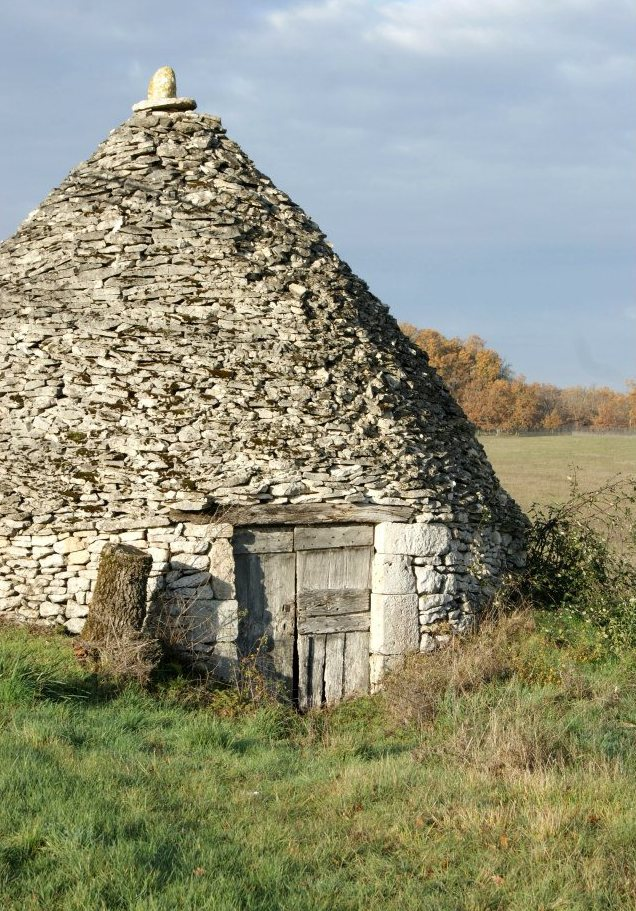
Sur la route de Vaylats, autre cabane ayant servi de bergerie (porte d'entrée caractéristique à double battant).

## Culture locale et patrimoine

### Lieux et monuments

#### Église Saint-Quirin de Lalbenque
L'église Saint-Quirin de Lalbenque est classée aux monuments historiques depuis le décret du 21 octobre 1925.

##### Saint Quirin, patron de l'église de Lalbenque
Tribun de légion au IIe siècle, Quirin fut chargé de garder le pape Alexandre Ier emprisonné à Rome. Converti par son captif, il fut martyrisé et décapité. Saint Quirin était vénéré par les bénédictins de Marcilhac-sur-Célé, patron des trois église prieurales qui dépendaient au Moyen Âge de l'abbaye Saint-Pierre : Lalbenque et Lavercantière dans le Lot, Bourg-de-Visa en Tarn-et-Garonne. Dans la chapelle qui lui est consacrée à Lalbenque (deuxième chapelle nord), une statue du XIXe siècle le représente sous les traits d'un officier romain, casque, vêtu d'une tunique courte et d'une cuirasse, tenant un glaive dans la main droite.

##### Caractéristiques extérieures
À l'époque romane, la paroisse Saint-Quirin de Lalbenque fut desservie par un prieuré des moines de l'abbaye de Marcilhac-sur-Célé. De cette époque, il reste la plus grande partie des murs de l'église, la crypte et un passage voûté reliant l'édifice au prieuré aujourd'hui détruit, appelé « couloir des Moines ».
Au cours des siècles l'église a souffert de nombreux combats notamment durant la guerre de Cent Ans. L'édifice actuel semble avoir été reconstruit au XVe siècle ou au début du XVIe siècle. Plusieurs campagnes de construction sont apparentes dans les élévations des chapelles latérales. Il semble qu'elles correspondent au phasage d'un chantier relativement rapide. les dispositifs fortifiés paraissent contemporains de la reconstruction, elle devient ainsi l'un des éléments défensifs des remparts de la cité. Ce grand édifice se compose d'une large nef à trois travées, cantonnées de six chapelles latérales voûtées d'ogives, et d'un chœur pentagonal épaulé par des contreforts.
L'église Saint-Quirin de Lalbenque se présente aujourd'hui comme un édifice gothique. La façade occidentale, le porche et le clocher sont dus à l'architecte départemental Jean Baptiste Tourette (Legrand, 2000), et ont été réalisés en 1876-1877 (dernière date mentionnée par une inscription commémorative placée à la base du clocher-porche). Seul le clocher est récent. Il a été plusieurs fois détruit par la foudre et fut reconstruit lors de la rénovation opérée en 1877 et, de nouveau en 1971. Sa flèche néo-gothique a été détruite par un incendie au cours d'un orage en 1965 et ne fut malheureusement jamais reconstruite à l'identique.
Lors de la suppression du cimetière qui entourait l'église depuis des siècles, au XIXe siècle, un accès à la crypte a été créé par l'extérieur. Cette crypte d'un large volume présente des traces d'un décor peint des XVe et XVIe siècles, à motifs de médaillons de fleurs et de faux appareil de pierre qui apparaissent sous un enduit moderne.

##### Caractéristiques intérieures
Depuis la Révolution l'église Saint-Quirin renferme un remarquable retable et des boiseries du XVIIe siècle provenant du couvent des Chartreux de Cahors. Cet ensemble baroque exceptionnel fut vendu par les révolutionnaires à un charretier de Lalbenque pour la somme de cinquante francs. Il fut racheté par un prêtre assermenté qui le plaça au lieu où il est aujourd'hui.

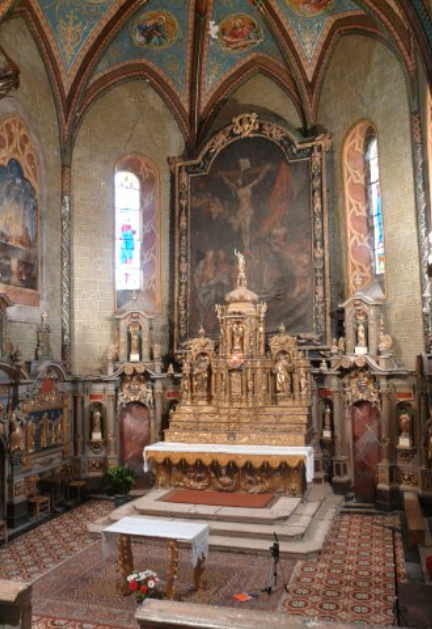
Cœur de l'église Saint-Quirin.

L'autel est en bois entièrement doré. Il fut sculpté, ainsi que les boiseries, pendant la première moitié du XVIIe siècle, sous la direction de dom François de la Roche, prieur de la chartreuse cadurcienne. Le style baroque reste sobre et harmonieux, on voit les colonnes corinthiennes, des anges, des fleurs et des fruits.
Le retable imite une construction. Au premier étage le Tabernacle du Saint Sacrement : sur la porte, l'Adoration des Bergers ; de chaque côté de la porte, saint Pierre et saint Paul, avec leurs attributs (les clefs et l'épée). Le second étage est consacré à la Vierge dont la statue occupe le centre. Les niches qui accostent le tabernacle abritent les grandes statues de saint Bruno, fondateur de l'ordre et de saint Jean-Baptiste, patron des Chartreux. Le retable se termine à gauche et à droite par deux niches minuscules abritant les statues de saint Jean l’Évangéliste et d'un évêque chartreux.
Les boiseries latérales qui accompagnent l'autel comportent, de chaque côté, une partie biaise suivie d'une partie formant retour le long des murs latéraux. La partie biaise présente deux portes flanquées de deux grandes colonnes cannelées. Décorées aux armes pontificales de Jean XXII, né à Cahors, fondateur du monastère et dernier pape d'Avignon, ces portes sont surmontées de deux niches abritant les statues de saint Benoît (à gauche), saint François d'Assise (à droite). Chacune d'elles est accostée de deux statues : de gauche à droite, saint Bruno, saint Vincent de Paul, saint François de Sales et saint Ignace de Loyola. Le long des murs latéraux on peut remarquer deux portes plus basses que les précédents surmontées de statues. L'une ouvre sur la sacristie, l'autre sur une chapelle.
Des trois grandes baies à remplage qui assuraient l'éclairage du chœur seul subsiste la baie ouverte au sud. À l’emplacement de la baie centrale, derrière l'autel, se trouve un tableau de très grande taille. Cette toile représente Le Crucifiement : autour de la Croix, la Vierge et saint Jean. Madeleine étreint les pieds du Christ. À droite, un soldat qui pourrait être saint Quirin, perce d'un coup de lance le côté du Christ. Derrière lui, un officier romain à cheval tient une oriflamme avec l'inscription S.P.Q.R. Cette peinture est signée : 1670, fr. Lucas Bardet, Augustinus pinxit. L'artiste est un religieux, puisqu'il signe Frère Luc.
Depuis 2009 un programme de rénovation a été engagé pour rénover les différentes chapelles de l'église. Grâce à la souscription de l'association de l'église Saint-Quirin et aux fonds rassemblés par la municipalité, les chapelles Notre-Dame de Lourdes et récemment Saint-Quirin et Notre-Dame-de-la-Pitié, ont été rénovées.

## Gastronomie

### La truffe
Dans le Quercy, on l'appelle diamant noir. Consommée depuis des millénaires, traquée, échangée, analysée, étudiée, la truffe demeure aujourd'hui encore un mystère. La tuber mélanosporum que l'on retrouve majoritairement dans le pays de Lalbenque, est incontestablement la plus convoitée avec son arôme exceptionnel. La truffe est un champignon issu de la fructification souterraine d'un mycélium qui vit en association avec l'arbre truffier au niveau de ses racines.
Le XIXe siècle voit se développer un commerce florissant pour la truffe. Après le phylloxera qui a touché les cultures viticoles d'Europe et en particulier du Sud-Ouest, les agriculteurs de la région ont remplacé les vignes par des truffières. L'apogée de la production se poursuit jusqu'au début des années 1900, la production annuelle française se situant autour de 200 tonnes. La Première et la Seconde Guerre mondiale ainsi que la dépopulation des campagnes sont les causes de cette baisse de production. De nos jours la production française se situe entre 5 et 10 tonnes.
La culture de la truffe noire du Quercy est une pratique inscrite en 2020, à Inventaire du patrimoine culturel immatériel français.

### Autres
À Lalbenque et dans ses alentours, de nombreuses productions caractérisent ce territoire. L'agneau fermier du Quercy, le veau sous la mère, le safran du Quercy, le melon du Quercy sont autant de spécialités qui font la richesse gastronomique de ce territoire.

## Événements

### Le marché aux truffes de Lalbenque
Le coût d'une truffe de qualité sur le marché dépend de sa taille, de son espèce et de sa qualité. La tuber mélanosporum se vend aux alentours de 600 euros le kilogramme sur le marché de gros et passe facilement à 900 euros le kilogramme à la vente au détail. Le plus célèbre et le plus authentique marché est bel et bien le marché aux truffes de Lalbenque au cœur du Quercy.
Lalbenque, capitale de la truffe noire est dotée d'un marché aux truffes tous les mardis de décembre à mars. Ce marché très médiatisé a su acquérir au fil des années une forte notoriété. Ce marché officiel a été créé en 1961 par le tout nouveau Syndicat des Trufficulteurs de la région de Lalbenque. Ce syndicat a pour but de défendre et soutenir les producteurs, d'étudier et expérimenter des techniques permettant d'améliorer la production de truffes, de mettre en place un marché unique sur un site précis renommé rue du Marché aux truffes. Le début du marché est fixé au premier mardi de chaque mois de décembre jusqu'à la fin du mois de mars. Durant cette période on assiste à la vente du précieux tubercule, suivie de près par de nombreux médias.
Une foule de passionnés et d'amateurs se rassemble ainsi tous les mardis de cette période. On assiste à un véritable spectacle. Au coup de sifflet, les potentiels acheteurs se ruent vers les paniers tant convoités, souvent négociés avant l'ouverture officielle. Chaque vendeur propose un prix à l'acheteur qui est le plus souvent un professionnel pour le marché de gros sur les bancs. Une fois d'accord sur le prix, ils vont contrôler le poids et régler la transaction. En moins de 40 minutes la vente des truffes est terminée. Dans les années 2000, le marché de gros le plus important et le plus fréquenté du sud-ouest a été complété par un marché de détail contrôlé, géré par le Syndicat des Trufficulteurs de la région de Lalbenque, qui est dédié aux petits acheteurs.
Une fois vendues, on peut retrouver l'omelette aux truffes de Lalbenque dans les différents points de restauration.

### Foires et marchés
Jusqu'au milieu du XXe siècle une importante foire avait lieu régulièrement dans le centre bourg. La statistique moyenne des foires de Lalbenque donnait comme bétail en 1937 : 200 bœufs, 100 vaches, 500 moutons, 600 agneaux et 300 porcelets.
À partir de 1961, avec la création du Syndicat des Trufficulteurs de la région de Lalbenque, l'organisation du marché aux truffes a été officialisée. Les anciens témoignent également de l'organisation d'un marché de la morille lors il y a plus de 50 ans. Ces morilles étaient récoltées dans les bois des alentours de Lalbenque puis vendues sur un marché annuel lorsqu'il n'y avait plus de truffe. Les agriculteurs proposaient alors leurs paniers de morilles aux mêmes courtiers qui achetaient la truffe. Ces paniers ou sacs étaient relativement remplis, les plus petites morilles qui sont les plus difficiles à trouver étaient disposées au-dessus des grosses contrairement aux truffes ou les plus importantes sont les plus visibles.
Tous les derniers mardis de chaque mois se déroule une foire rassemblant quelques exposants.
Depuis 2005, grâce à la volonté de plusieurs commerçants qui se sont réunis en groupement associatif des commerçants, artisans et industriels du pays de Lalbenque (GACAIL), un marché hebdomadaire a été créé. Après un long travail de préparation, les commerçants du village ont réussi à créer ce marché qui se déroule tous les samedis matin, emmenant ainsi un atout majeur pour la commune.
Cette même association a créé dans la foulée du marché du samedi matin, un marché nocturne qui se déroulait tous les premiers mardis du mois d’août. Le marché nocturne de Lalbenque a fait rayonner le village au-delà de ses frontières administratives durant plusieurs années. Plus de 50 exposants étaient rassemblés dans la rue du marché aux truffes. La possibilité de se restaurer sur place a attiré de nombreux visiteurs pour atteindre jusqu'à 900 repas, consommés dans la rue de la Mairie, des Tisserands et du parvis de l'église. Des groupes de musique et de danse accompagnaient les visiteurs durant toute la soirée. Depuis 2011 cette manifestation n'a pas été renouvelée.

### Manifestations
- Tous les derniers week-ends d'avril se déroule la fête de Saint-Hilaire avec le traditionnel concours amical de pétanque, bal et cérémonie aux monuments aux morts, organisé par le comité des fêtes de Saint-Hilaire
- Tous les deuxièmes week-ends de mai se déroule la fête de Lalbenque avec soirée disco, concours de pétanque en doublette, concert, commémoration du 8-Mai-1945, exposition de véhicules anciens, apéritif et soirée dansante, organisé par le comité des fêtes de Lalbenque.
- Depuis 2009, l'association Cours et causse toujours organise tous les deuxièmes week-ends de juin les 10 kilomètres du diamant noir. Cette rencontre est à chaque fois un succès depuis ses débuts. Avec plus de 400 participants cette course a su s'imposer dans le paysage sportif local notamment avec le label FFA récemment obtenu.

## Associations
La commune de Lalbenque est dotée d'un tissu associatif riche. En mars 2013 on en dénombre plus de 37.
ALCEP, Amicale des Donneurs de Sang, Amicale des Pompiers, Les amis de Lalbenque, ARET, ASEL, Association Saint-Quirin, APE écoles publiques, APE école Sainte-Thérèse, Babel-Gum, Club informatique, Club de pêche, Comité des fêtes Lalbenque, Comité des fêtes Saint-Geniès, Comité des fêtes Saint Hilaire, Cours et causse toujours, FNACA, Football Club Lalbenque/Fontanes, Groupement associatif des commerçants, artisans et industriels du Pays Lalbenque (GACAIL), Heures douces, Lalbenque Pétanque, Lalbenque Multisport, Lalbenque Fustal, Lalbenque pour tous, Lalbenque Territoire d'Avenir, Lou Amics del Païs, Milles-Pattes, Model Club Aéromodélisme, Musique en Sud Quercy, Chœur féminin IN ALLEGRIA, Chorale occitane CANTAREM, Ni queue ni tête, Office du Tourisme du Pays de Lalbenque, Padelou.pom, Ren'Art, Saint Hubert Lalbenquoise, Site remarquable du Goût, Syndicat des Trufficulteurs de la région de Lalbenque, Les Taties flingueuses, Tennis Club Sud Lot, Valparès Lalbenque Rugby.

## Économie

### Revenus
En 2018, la commune compte 783 ménages fiscaux, regroupant 1 779 personnes. La médiane du revenu disponible par unité de consommation est de 21 680 € (20 740 € dans le département).

### Emploi
|                | 2008  | 2013  | 2018  |
| -------------- | ----- | ----- | ----- |
| Commune        | 5,9 % | 8,4 % | 7,2 % |
| Département    | 7,3 % | 8,9 % | 9,6 % |
| France entière | 8,3 % | 10 %  | 10 %  |

En 2018, la population âgée de 15 à 64 ans s'élève à 993 personnes, parmi lesquelles on compte 80,5 % d'actifs (73,2 % ayant un emploi et 7,2 % de chômeurs) et 19,5 % d'inactifs,. Depuis 2008, le taux de chômage communal (au sens du recensement) des 15-64 ans est inférieur à celui de la France et du département.
La commune fait partie de la couronne de l'aire d'attraction de Cahors, du fait qu'au moins 15 % des actifs travaillent dans le pôle,. Elle compte 519 emplois en 2018, contre 481 en 2013 et 434 en 2008. Le nombre d'actifs ayant un emploi résidant dans la commune est de 741, soit un indicateur de concentration d'emploi de 70,1 % et un taux d'activité parmi les 15 ans ou plus de 56,6 %.
Sur ces 741 actifs de 15 ans ou plus ayant un emploi, 212 travaillent dans la commune, soit 29 % des habitants. Pour se rendre au travail, 86,1 % des habitants utilisent un véhicule personnel ou de fonction à quatre roues, 1,3 % les transports en commun, 7 % s'y rendent en deux-roues, à vélo ou à pied et 5,6 % n'ont pas besoin de transport (travail au domicile).

### Activités hors agriculture

#### Secteurs d'activités
201 établissements sont implantés  à Lalbenque au 31 décembre 2019. Le tableau ci-dessous en détaille le nombre par secteur d'activité et compare les ratios avec ceux du département,.
| Secteur d'activité                                                                                        | Commune | Commune | Département |
| Secteur d'activité                                                                                        | Nombre  | %       | %           |
| --- | ------- | ------- | ----------- |
| Ensemble                                                                                                  | 201     | 100 %   | (100 %)     |
| Industrie manufacturière, industries extractives et autres                                                | 32      | 15,9 %  | (14 %)      |
| Construction                                                                                              | 22      | 10,9 %  | (13,9 %)    |
| Commerce de gros et de détail, transports, hébergement et restauration                                    | 52      | 25,9 %  | (29,9 %)    |
| Information et communication                                                                              | 5       | 2,5 %   | (1,8 %)     |
| Activités financières et d'assurance                                                                      | 2       | 1 %     | (2,8 %)     |
| Activités immobilières                                                                                    | 6       | 3 %     | (3,5 %)     |
| Activités spécialisées, scientifiques et techniques et activités de services administratifs et de soutien | 25      | 12,4 %  | (13,5 %)    |
| Administration publique, enseignement, santé humaine et action sociale                                    | 37      | 18,4 %  | (12 %)      |
| Autres activités de services                                                                              | 20      | 10 %    | (8,7 %)     |

Le secteur du commerce de gros et de détail, des transports, de l'hébergement et de la restauration est prépondérant dans la commune puisqu'il représente 25,9 % du nombre total d'établissements de la commune (52 sur les 201 entreprises implantées  à Lalbenque), contre 29,9 % au niveau départemental.

#### Entreprises et commerces
Les cinq entreprises ayant leur siège social sur le territoire communal qui génèrent le plus de chiffre d'affaires en 2020 sont : 
- Solis, supermarchés (8 097 k€)
- Pierres D'olt, taille, façonnage et finissage de pierres (172 k€)
- Lot Of Sports, autres activités liées au sport (137 k€)
- Gite De Poudally, hébergement touristique et autre hébergement de courte durée (124 k€)
- CDL Quercy Pierres, extraction de pierres ornementales et de construction, de calcaire industriel, de gypse, de craie et d'ardoise (14 k€)

L'agriculture, le commerce et l'artisanat sont les principaux piliers de l'économie de la commune avec le tourisme. Ce chef-lieu de canton est essentiellement composé de petites exploitations familiales. Le centre bourg est doté de plusieurs commerces. Le tourisme reste un acteur essentiel de l'activité économique en période estivale, participant également au développement des nombreuses chambres d'hôte présentes sur le territoire de la commune.

### Agriculture
La commune est dans le Quercy Blanc, une petite région agricole couvrant une partie du sud-ouest du département du Lot. En 2020, l'orientation technico-économique de l'agriculture  dans la commune est la polyculture et/ou le polyélevage.
|               | 1988  | 2000  | 2010  | 2020  |
| ------------- | ----- | ----- | ----- | ----- |
| Exploitations | 92    | 68    | 60    | 40    |
| SAU (ha)      | 2 177 | 2 556 | 2 592 | 2 356 |

Le nombre d'exploitations agricoles en activité et ayant leur siège dans la commune est passé de 92 lors du recensement agricole de 1988  à 68 en 2000 puis à 60 en 2010 et enfin à 40 en 2020, soit une baisse de 57 % en 32 ans. Le même mouvement est observé à l'échelle du département qui a perdu pendant cette période 60 % de ses exploitations,. La surface agricole utilisée dans la commune est restée relativement stable, passant de 2177 ha en 1988 à 2356 ha en 2020. Parallèlement la surface agricole utilisée moyenne par exploitation a augmenté, passant de 24 à 59 ha.

## Vie pratique

### Enseignement
- École publique maternelle.
- École publique primaire.
- École privée Sainte-Thérèse créée au début du XIXe siècle, renommée. Ensemble scolaire Sainte-Thérèse en 2014 pour l'arrivée d'un collège associé aux services publics.
- Médiathèque à la maison communautaire.

## Politique et administration

### Liste des maires
| Période | Période  | Identité                  | Étiquette | Qualité |
| ------- | -------- | ------------------------- | --------- | --- |
| 1802    | 1806     | Antoine Menihot           |           | |
| 1807    | 1832     | Guillaume Batut           |           | |
| 1832    | 1834     | Antoine Batut             |           | |
| 1834    | 1838     | Jean-Pierre Courdesses    |           | |
| 1835    | 1838     | Jean-Pierre Sol           |           | |
| 1837    | 1848     | Mathieu Valery            | SE        | Négociant |
| 1849    | 1880     | Hippolyte Antoine Gayette |           | |
| 1880    | 1884     | Antoine Sol               |           | |
| 1884    | 1891     | Etienne Duges             |           | |
| 1892    | 1902     | Louis Guilhem             |           | |
| 1918    | 1947     | Charles Guilhem           | SE        | Notaire |
| 1947    | 1965     | Marcel Léris              | RI        | Négociant |
| 1965    | 1971     | Jean-Jacques Pezet-Sébal  | SE        | Notaire |
| 1971    | 1983     | Pierre Pezet-Sébal        | MRG       | Notaire |
| 1983    | 1989     | Léon Enjalbert            | RPR       | Conseiller général 1947-1988, médecin généraliste |
| 1989    | 2020     | Jacques Pouget            | PS        | Conseiller général 2008-2015, Président de la communauté de communes du Pays de Lalbenque (2001-2020) président du SDIS ( Service Départemental d'Incendie et de secours) 2008-2014, ancien enseignant Conseiller départemental 2018-2021 |
| 2020    | En cours | Liliane Lugol             | DVG       | Ancienne inspectrice d'Académie |

## Démographie
L'évolution du nombre d'habitants est connue à travers les recensements de la population effectués dans la commune depuis 1793. Pour les communes de moins de 10 000 habitants, une enquête de recensement portant sur toute la population est réalisée tous les cinq ans, les populations de référence des années intermédiaires étant quant à elles estimées par interpolation ou extrapolation. Pour la commune, le premier recensement exhaustif entrant dans le cadre du nouveau dispositif a été réalisé en 2005.

En 2022, la commune comptait 1 878 habitants, en évolution de +12,32 % par rapport à 2016 (Lot : +1,31 %, France hors Mayotte : +2,11 %).
| 1793  | 1800  | 1806  | 1821  | 1831  | 1836  | 1841  | 1846  | 1851  |
| ----- | ----- | ----- | ----- | ----- | ----- | ----- | ----- | ----- |
| 1 609 | 1 924 | 1 967 | 1 897 | 1 960 | 1 984 | 1 971 | 2 060 | 2 114 |

| 1856  | 1861  | 1866  | 1872  | 1876  | 1881  | 1886  | 1891  | 1896  |
| ----- | ----- | ----- | ----- | ----- | ----- | ----- | ----- | ----- |
| 2 099 | 2 054 | 2 046 | 2 063 | 2 116 | 2 070 | 1 879 | 1 690 | 1 705 |

| 1901  | 1906  | 1911  | 1921  | 1926  | 1931  | 1936  | 1946  | 1954  |
| ----- | ----- | ----- | ----- | ----- | ----- | ----- | ----- | ----- |
| 1 562 | 1 536 | 1 528 | 1 206 | 1 206 | 1 196 | 1 183 | 1 100 | 1 011 |

| 1962 | 1968 | 1975 | 1982 | 1990 | 1999  | 2005  | 2006  | 2010  |
| ---- | ---- | ---- | ---- | ---- | ----- | ----- | ----- | ----- |
| 964  | 861  | 854  | 787  | 878  | 1 067 | 1 308 | 1 331 | 1 619 |

| 2015  | 2020  | 2022  | - | - | - | - | - | - |
| ----- | ----- | ----- | - | - | - | - | - | - |
| 1 672 | 1 836 | 1 878 | - | - | - | - | - | - |

Au début du XXe siècle, Labenque comptait 1705 habitants.

## Culture locale et patrimoine

### Lieux et monuments
- La gare de Lalbenque-Fontanes ;
- Un pigeonnier assez remarquable dans le haut du village ;
- L'église Saint-Quirin de Lalbenque,  Inscrit MH (1925)[54] ; Plusieurs objets sont référencer dans la base Palissy[54].
- Retable de l'église Saint-Quirin ;
- Église Sainte-Croix de Paillas ;
- Église de Saint-Hilaire de Lalbenque ;
- Église Saint-Pierre de Balach ; L'édifice est référencé dans la base Mérimée et à l'Inventaire général Région Occitanie[55].
- Plusieurs caselles et gariottes ;
- Le sentier de grande randonnée 65 qui reprend la via Podiensis qui forme la limite nord la commune. Il s'agit du tronçon entre Limogne-en-Quercy et Cahors ;
- Lac de Marcenac, de Bournel et de Ausset.

La croix du Mercadiol à la croisée des routes de Laburgade et de Cahors. Cette croix en calcaire est ornée de motifs naïfs : visages, fleurs, ostensoir, Christ nimbé, animaux et titulus INRI (Jésus de Nazareth Roi des Juifs) ;
- Porte du Balat, ancienne entrée du village durant le Moyen Âge située dans la rue du Balat ;
- Église de Paillas située au lieu-dit Paillas, au sud de la commune ;
- Chapelle de Balach située au sud de la commune, par la route menant à Belmont-Sainte-Foi ;
- Plusieurs dolmens : dolmen de Balach, dolmen de la Borie Rouge (dolmen de Peyrelevade), la Pierre-Levée, les deux dolmens du Cuzoul;
- Lavoir à l'entrée du village (rond-point du Mercadiol).

### Personnalités liées à la commune
- Abbé Paul Boisset (1917 - 2006), prêtre du diocèse de Cahors, poète, compositeur, chanteur, et biographe du bienheureux Antoine Auriel-Constant (1764 - 1794).
- Jean de Valette, 49e grand maître de l'ordre de Saint-Jean de Jérusalem.

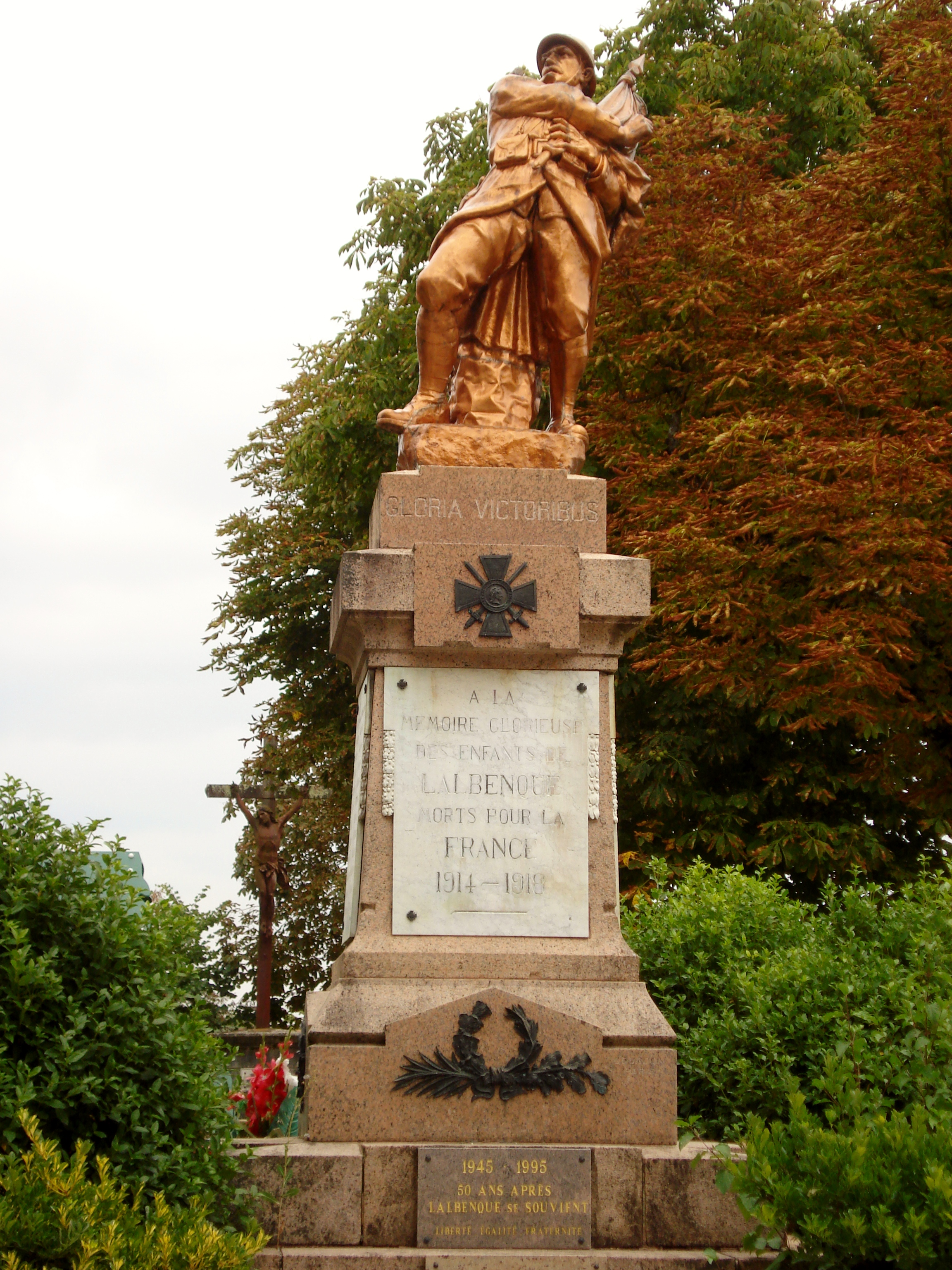
Le monument aux morts.

## Héraldique
| Blason | Blasonnement : De gueules au château donjonné de deux tours d'argent, ajouré du champ, maçonné de sable, la porte surmontée, entre les deux tours, d'un besant d'or chargé d'une croix vidée, cléchée et pommetée de gueules de douze pièces (croix occitane). |

## Sources

#### Site de l'Insee
1. ↑  « La grille communale de densité », sur le site de l'Insee, 28 mai 2024 (consulté le 28 juin 2024).
2. 1 2  Insee, « Métadonnées de la commune de Lalbenque ».
3. ↑  « Liste des communes composant l'aire d'attraction de Cahors », sur le site de l'Insee (consulté le 28 juin 2024).
4. ↑  Marie-Pierre de Bellefon, Pascal Eusebio, Jocelyn Forest, Olivier Pégaz-Blanc et Raymond Warnod (Insee), « En France, neuf personnes sur dix vivent dans l’aire d’attraction d’une ville », sur le site de l'Insee, 21 octobre 2020 (consulté le 28 juin 2024).
5. ↑  « REV T1 - Ménages fiscaux de l'année 2018 à Lalbenque » (consulté le 5 février 2022).
6. ↑  « REV T1 - Ménages fiscaux de l'année 2018 dans le Lot » (consulté le 5 février 2022).
7. 1 2  « Emp T1 - Population de 15 à 64 ans par type d'activité en 2018 à Lalbenque » (consulté le 5 février 2022).
8. ↑  « Emp T1 - Population de 15 à 64 ans par type d'activité en 2018 dans le Lot » (consulté le 5 février 2022).
9. ↑  « Emp T1 - Population de 15 à 64 ans par type d'activité en 2018 dans la France entière » (consulté le 5 février 2022).
10. ↑  « Base des aires d'attraction des villes 2020 », sur site de l'Insee (consulté le 10 avril 2021).
11. ↑  « Emp T5 - Emploi et activité en 2018 à Lalbenque » (consulté le 5 février 2022).
12. ↑  « ACT T4 - Lieu de travail des actifs de 15 ans ou plus ayant un emploi qui résident dans la commune en 2018 » (consulté le 5 février 2022).
13. ↑  « ACT G2 - Part des moyens de transport utilisés pour se rendre au travail en 2018 » (consulté le 5 février 2022).
14. ↑  « DEN T5 - Nombre d'établissements par secteur d'activité au 31 décembre 2019 à Lalbenque » (consulté le 14 février 2022).
15. ↑  « DEN T5 - Nombre d'établissements par secteur d'activité au 31 décembre 2019 dans le Lot » (consulté le 14 février 2022).

#### Autres sources
1. ↑  Carte IGN sous Géoportail
2. ↑  Fiche horaires de la ligne 881 du réseau liO.
3. 1 2  Daniel Joly, Thierry Brossard, Hervé Cardot, Jean Cavailhes, Mohamed Hilal et Pierre Wavresky, « Les types de climats en France, une construction spatiale », Cybergéo, revue européenne de géographie - European Journal of Geography, no 501,‎ 18 juin 2010 (DOI 10.4000/cybergeo.23155, lire en ligne, consulté le 14 novembre 2023)
4. ↑  « Zonages climatiques en France métropolitaine. », sur pluiesextremes.meteo.fr (consulté le 14 novembre 2023).
5. ↑  « Orthodromie entre Lalbenque et Le Montat », sur fr.distance.to (consulté le 14 novembre 2023).
6. ↑  « Station Météo-France « Le Montat » (commune du Le Montat) - fiche climatologique - période 1991-2020 », sur donneespubliques.meteofrance.fr (consulté le 14 novembre 2023).
7. ↑  « Station Météo-France « Le Montat » (commune du Le Montat) - fiche de métadonnées. », sur donneespubliques.meteofrance.fr (consulté le 14 novembre 2023).
8. ↑  « Climadiag Commune : diagnostiquez les enjeux climatiques de votre collectivité. », sur meteofrance.fr, novembre 2022 (consulté le 14 novembre 2023).
9. ↑  « Les espaces protégés. », sur le site de l'INPN (consulté le 10 mai 2022).
10. ↑  « Liste des espaces protégés dans la commune », sur le site de l'inventaire national du patrimoine naturel (consulté le 2 septembre 2021).
11. ↑  « Le parc naturel régional des Causses du Quercy – charte 2012-2024 »(Archive.org • Wikiwix • Archive.is • Google • Que faire ?), sur parc-causses-du-quercy.fr (consulté le 8 mai 2021).
12. ↑  [PDF]« Le parc naturel régional des Causses du Quercy – charte 2012-2024 - le rapport »(Archive.org • Wikiwix • Archive.is • Google • Que faire ?), sur parc-causses-du-quercy.fr (consulté le 8 mai 2021).
13. ↑  « - fiche descriptive », sur le site de l'inventaire national du patrimoine naturel (consulté le 1er septembre 2021).
14. ↑  « le géoparc des Causses du Quercy »(Archive.org • Wikiwix • Archive.is • Google • Que faire ?), sur le site des Géoparks de l'Unesco (consulté le 26 août 2021).
15. ↑  « Géoparc des Causses du Quercy - fiche descriptive », sur le site de l'inventaire national du patrimoine naturel (consulté le 1er septembre 2021).
16. ↑  Réseau européen Natura 2000, Ministère de la transition écologique et solidaire
17. ↑  « Liste des zones Natura 2000 de la commune de Lalbenque », sur le site de l'Inventaire national du patrimoine naturel (consulté le 2 septembre 2021).
18. ↑  « site Natura 2000 FR7300915 - fiche descriptive », sur le site de l'inventaire national du patrimoine naturel (consulté le 2 septembre 2021).
19. ↑  « Liste des ZNIEFF de la commune de Lalbenque », sur le site de l'Inventaire national du patrimoine naturel (consulté le 2 septembre 2021).
20. ↑  « ZNIEFF les « pelouses des Bories et de Cournesse et prairies des Terriers » - fiche descriptive », sur le site de l'inventaire national du patrimoine naturel (consulté le 2 septembre 2021).
21. ↑  « ZNIEFF les « pelouses marno-calcaires du plateau de Belfort-de-Quercy et Labastide-de-Penne » - fiche descriptive », sur le site de l'inventaire national du patrimoine naturel (consulté le 2 septembre 2021).
22. ↑  « ZNIEFF les « pelouses sèches de la Pissarate et des Saques » - fiche descriptive », sur le site de l'inventaire national du patrimoine naturel (consulté le 2 septembre 2021).
23. ↑  « ZNIEFF les « pelouses sèches des Bouyssols et de Conquefaunes » - fiche descriptive », sur le site de l'inventaire national du patrimoine naturel (consulté le 2 septembre 2021).
24. ↑  « ZNIEFF le « plateau de Marcenac et de Saint-Hilaire » - fiche descriptive », sur le site de l'inventaire national du patrimoine naturel (consulté le 2 septembre 2021).
25. ↑  « ZNIEFF le « ruisseau du Lemboulas et ruisseaux affluents » - fiche descriptive », sur le site de l'inventaire national du patrimoine naturel (consulté le 2 septembre 2021).
26. ↑  « ZNIEFF les « serres de Lalbenque » - fiche descriptive », sur le site de l'inventaire national du patrimoine naturel (consulté le 2 septembre 2021).
27. ↑  « ZNIEFF le « vallon du ruisseau de Cieurac » - fiche descriptive », sur le site de l'inventaire national du patrimoine naturel (consulté le 2 septembre 2021).
28. ↑  « CORINE Land Cover (CLC) - Répartition des superficies en 15 postes d'occupation des sols (métropole). », sur le site des données et études statistiques du ministère de la Transition écologique. (consulté le 14 avril 2021).
29. 1 2 3  « Les risques près de chez moi - commune de Lalbenque », sur Géorisques (consulté le 17 octobre 2022).
30. ↑  BRGM, « Évaluez simplement et rapidement les risques de votre bien », sur Géorisques (consulté le 13 septembre 2022).
31. ↑  DREAL Occitanie, « CIZI », sur occitanie.developpement-durable.gouv.fr (consulté le 13 septembre 2022).
32. ↑  « Dossier départemental des risques majeurs dans le Lot », sur lot.gouv.fr (consulté le 13 septembre 2022), partie 1 -  chapitre Risque inondation.
33. ↑  « Dossier départemental des risques majeurs dans le Lot », sur lot.gouv.fr (consulté le 13 septembre 2022).
34. ↑  « Dossier départemental des risques majeurs dans le Lot », sur lot.gouv.fr (consulté le 13 septembre 2022), chapitre Mouvements de terrain.
35. 1 2  « Liste des cavités souterraines localisées sur le territoire de la commune de Lalbenque », sur georisques.gouv.fr (consulté le 13 septembre 2022).
36. ↑  « Retrait-gonflement des argiles », sur le site de l'observatoire national des risques naturels (consulté le 13 septembre 2022).
37. ↑  « Dossier départemental des risques majeurs dans le Lot », sur lot.gouv.fr (consulté le 13 septembre 2022), chapitre Risque transport de matières dangereuses.
38. ↑  Gaston Bazalgues, « Les noms des communes du Parc », Les cahiers scientifiques du Parc naturel régional des Causses du Quercy, vol. 1,‎ 2014, p. 117 (lire en ligne)
39. ↑  Pierre Dalon, « Les cabanes en pierre sèche du Causse de Limogne », Bulletin de la Société des études du Lot, t. XCIV, 2e fasc. 1973, avril-juin, pp. 103-131.
40. ↑  Réfection de la couverture de lauses d'une cabane au lieu-dit Nouel à Lalbenque (Lot), pierreseche.com, 3 août 2012.
41. ↑  « Église paroissiale Saint-Quirin », sur patrimoines.midipyrenees.fr.
42. ↑  « Entreprises à Lalbenque », sur entreprises.lefigaro.fr (consulté le 14 février 2022).
43. ↑  « Les régions agricoles (RA), petites régions agricoles(PRA) - Année de référence : 2017 », sur agreste.agriculture.gouv.fr (consulté le 14 février 2022).
44. ↑  Présentation des premiers résultats du recensement agricole 2020, Ministère de l’agriculture et de l’alimentation, 10 décembre 2021
45. 1 2  « Fiche de recensement agricole - Exploitations ayant leur siège dans la commune de Lalbenque - Données générales », sur recensement-agricole.agriculture.gouv.fr (consulté le 14 février 2022).
46. ↑  « Fiche de recensement agricole - Exploitations ayant leur siège dans le département du Lot » (consulté le 14 février 2022).
47. ↑  « Les maires de Lalbenque », sur Site francegenweb, 19 février 2011 (consulté le 4 octobre 2017).
48. ↑  liste des membres du conseil municipal ( 2008-2014 )
49. ↑  L'organisation du recensement, sur insee.fr.
50. ↑  Calendrier départemental des recensements, sur insee.fr.
51. ↑  Des villages de Cassini aux communes d'aujourd'hui sur le site de l'École des hautes études en sciences sociales.
52. ↑  Fiches Insee - Populations de référence de la commune pour les années 2006, 2007, 2008, 2009, 2010, 2011, 2012, 2013, 2014, 2015, 2016, 2017, 2018, 2019, 2020, 2021 et 2022.
53. ↑  Le Lot chapitre Chemins de fer p.193 - Armand Viré - Réédition de l'ouvrage de 1907 -  (ISBN 2-7455-0049-X).
54. 1 2  « Église Saint-Quirin », notice no PA00095120, sur la plateforme ouverte du patrimoine, base Mérimée, ministère français de la Culture.
55. ↑  « Église paroissiale Saint-Pierre », sur pop.culture.gouv.fr (consulté le 3 juin 2021).